# Alex Morgan (fotbalistă americană)
Alexandra Patricia „Alex” Morgan Carrasco  (n. 2 iulie 1989, San Dimas, California, SUA) este o fotbalistă americană, medaliată cu aur olimpic, și campioană mondială în cadrul Cupei Feminine Mondiale FIFA. Ea este atacant la Olympique Lyonnais din Divizia 1 feminină prin împrumut de la Orlando Pride în NWSL și membră a echipei naționale de fotbal feminin. La scurt timp după ce a absolvit  University of California din Berkeley, unde a jucat pentru o echipă de fotbal feminin, Morgan a fost declarată numărul unu, per ansamblu, în WPS Draft în 2011 de către Western New York Flash. Acolo, ea și-a făcut debutul profesional și a ajutat echipa să câștige campionatul ligii.

### Sumarul participărilor

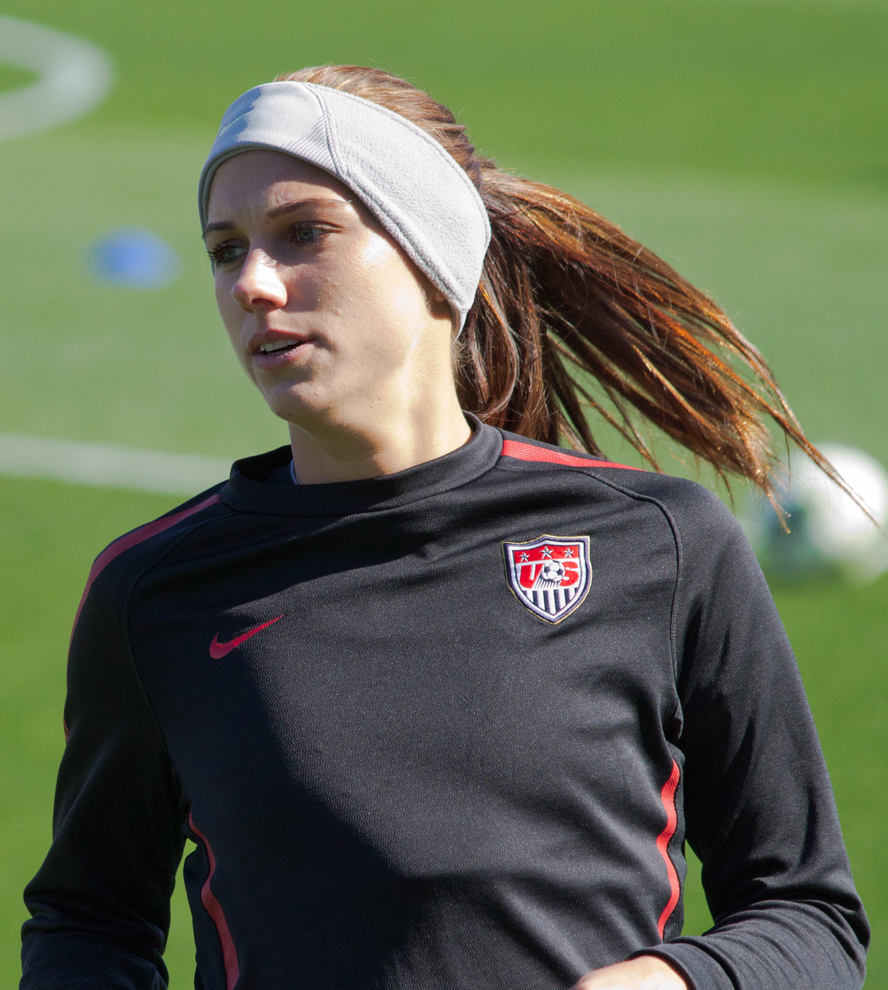
Morgan cu echipa națională de femei în Frisco, Texas, februarie 2012.

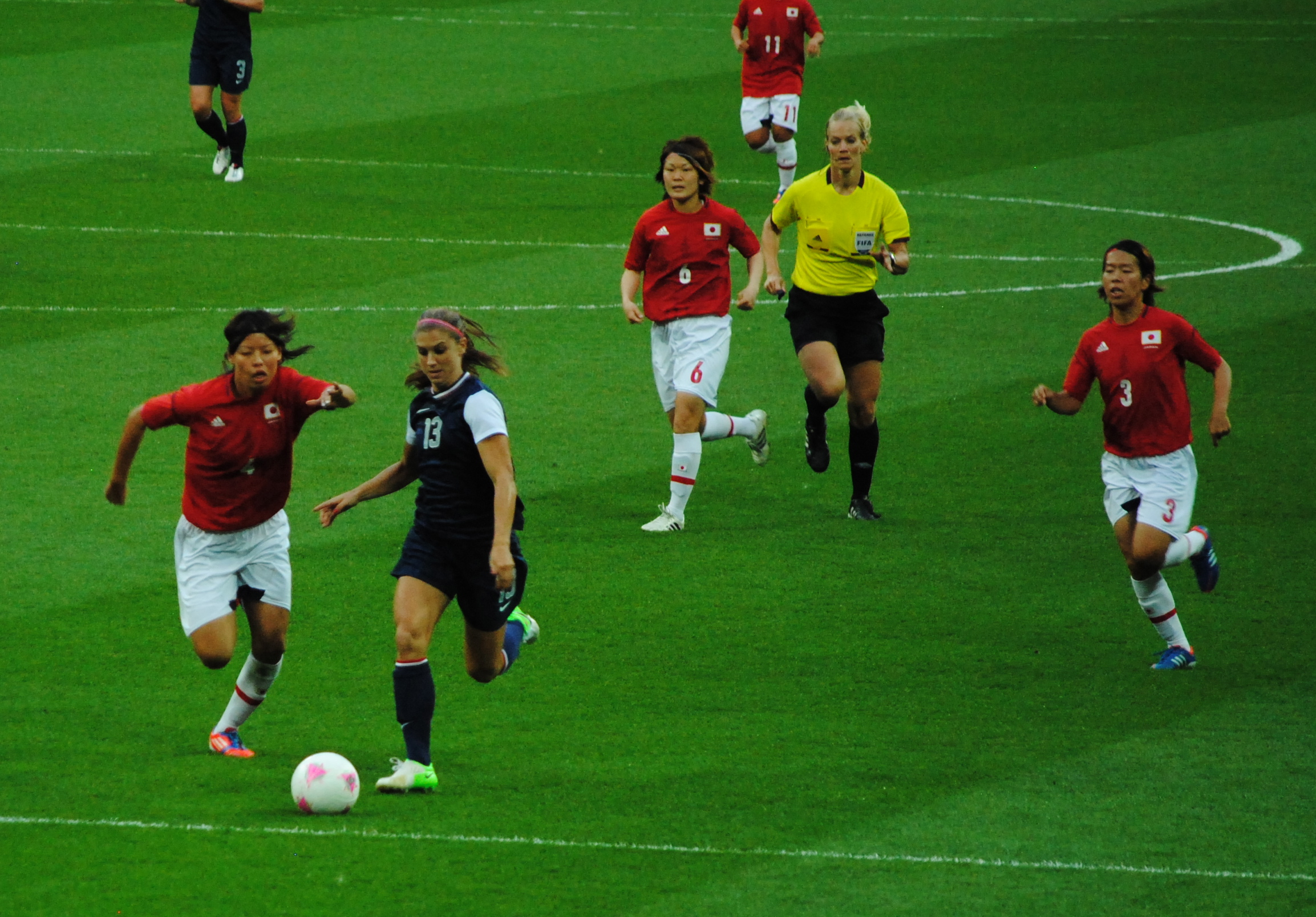
Morgan la Jocurile Olimpice de Vară din 2012.

| Club                   | Regular Season     | Regular Season | Regular Season | Regular Season | Regular Season | Regular Season          | Regular Season | Playoffs/ Cup          | Playoffs/ Cup | Playoffs/ Cup | Playoffs/ Cup | Playoffs/ Cup | Playoffs/ Cup |
| Club                   | Season and league  | Apps           | Starts         | Min            | Gls            | Asts                    | SOG            | Season and competition | Apps          | Starts        | Min           | Gls           | Asts          |
| ---------------------- | ------------------ | -------------- | -------------- | -------------- | -------------- | ----------------------- | -------------- | ---------------------- | ------------- | ------------- | ------------- | ------------- | ------------- |
| Western New York Flash | 2011 WPS           | 13             | 6              | 689            | 4              | 3                       | 17             | 2011 WPS Playoffs      | 1             | 1             | 106           | 0             | 0             |
| Seattle Sounders Women | 2012 W-League      | 3              | 253            | 2              | 2              |                         |                |                        |               |               |               |               |               |
| Portland Thorns        | 2013 NWSL          | 18             | 18             | 1525           | 8              | 4*                      | 44             | 2013 NWSL Playoffs     | 1             | 0             | 19            | 0             | 1             |
| Portland Thorns        | 2014 NWSL          | 14             | 13             | 1135           | 6              | 4                       | 36             | 2014 NWSL Playoffs     | 1             | 1             | 90            | 0             | 0             |
| Portland Thorns        | 2015 NWSL          | 4              | 3              | 285            | 1              | 2                       | 7              |                        |               |               |               |               |               |
| Lyon (Loan)            | 2016-17 Division 1 | 5              | 3              | 253            | 2              | 2016-17 Coupe de France | 3              | 3                      | 7             |               |               |               |               |
| Lyon (Loan)            | 2016-17 UWCL       | 5              | 4              | 303            | 0              | 0                       |                |                        |               |               |               |               |               |

## Scriitoare și jurnalistă

### Cărți și seriale de televiziune

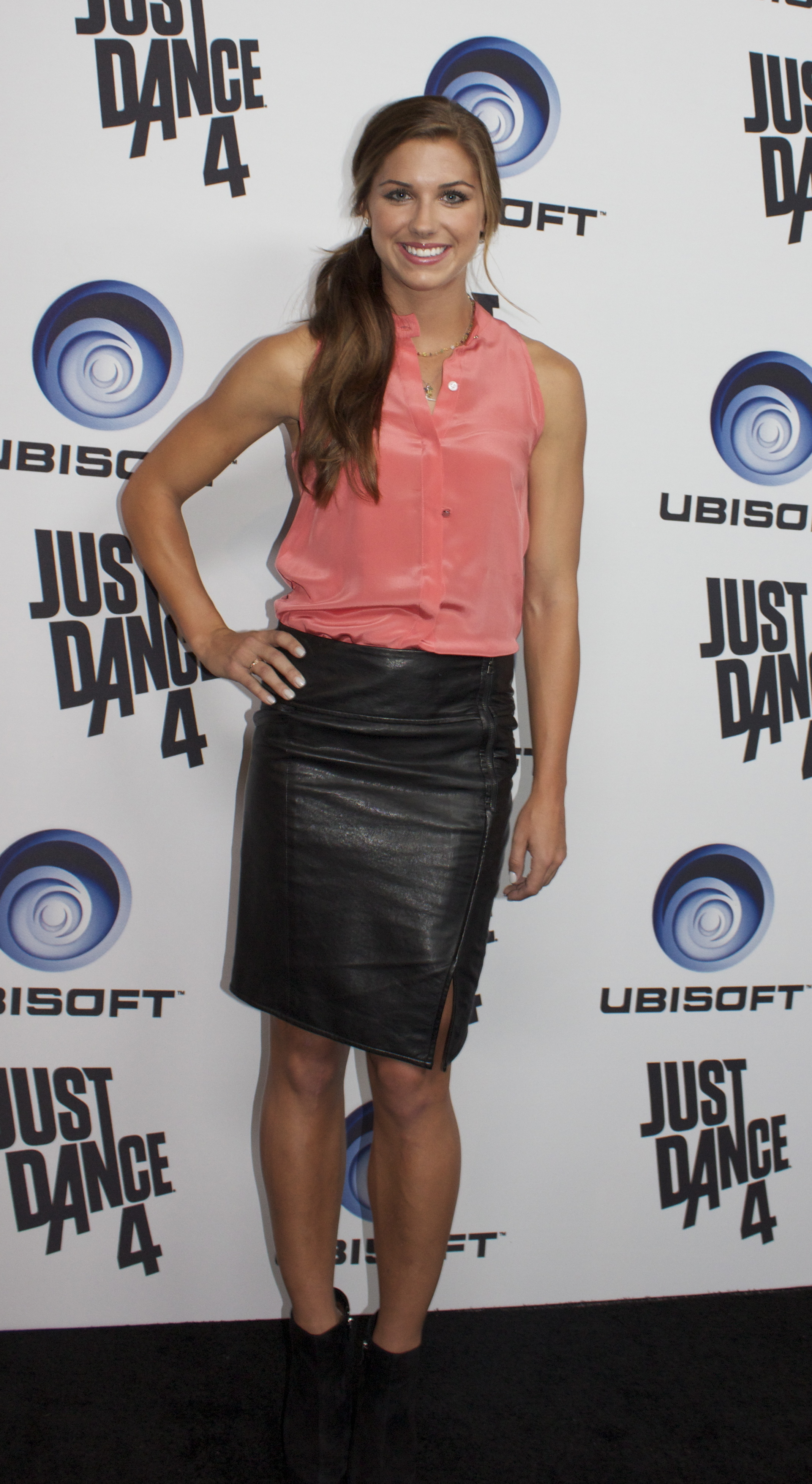
Morgan este o scriitoare publicată, a apărut într-o serie de campanii de publicitate, a făcut modelling.

În 2012, Morgan a semnat la editura Simon & Schuster contractul pentru cartea The Kicks, o serie de patru cărți pentru copiii de gimnaziu. Seria vorbește despre viața a patru fete, despre prietenie, despre leadership și despre fotbal. Morgan a spus că ea a vrut prin cărțile sale să le "inspire pe fete" și să își exprime dragostea ei pentru fotbal. Primul roman, Saving The Team (Salvez echipa) a fost lansat pe 14 mai 2013, urmat de cel de-al doilea roman, Sabotage Season (Sezonul sabotajelor), pe 3 septembrie 2013. Saving The Team s-a clasat pe locul 7 pe Lista best seller-urilor întocmită de New York Times pentru copiii de gimnaziu. În 2015, cartea este transpusă într-un serial TV.